# اوتنتیوم
اوتنتیوم یا اوثنتیوم (به‌انگلیسی: Authentium ) یک شرکت نرم‌افزاری آمریکایی است که از سال 2000 میلادی فعالیتش را آغاز نمود و در حال حاضر فناوری‌های امنیتی مربوط به اینترنت را در اختیار مصرف‌کنندگان عمومی و شرکت‌ها قرار می‌دهد. دفتر مرکزی این شرکت در وست پام بیچ ایالت فلوریدا بوده و دفترهای دیگری هم در بریتانیا و استرالیا دارد.

## محصولات
محصولات این شرکت عبارتست از:

### SafeCentral
نرم‌افزار امنیتی که جهت حفاظت کاربران اینترنتی از سرقت آنلاین اطلاعات اعتباری آن‌ها ارائه شده و دارای ویژگی‌های زیر است:
1. با به‌کارگیری فناوری نوین تی اس ایکس (TSX) از فعالیت کی‌لاگرها و بدافزارها و نرم‌افزارهای سارق اطلاعات ممانعت به عمل می‌آورد.
2. با حفاظت از دی ان اس، اطمینان از دسترسی به سایت‌های اصلی و حذف حملات مابینی از رایانه کاربر تا سایت اصلی را فراهم می‌سازد.

۳-اطمینان خاطر از انجام معاملات آنلاین

### Command Anti-Malware
یک نرم‌افزار ضدبدافزار که به نام اختصاری سی‌اس‌ای‌ام نیز معرفی شده و به صورت آزمایشی و برای استفاده در مدت ۳۰ روز قابل دانلود است و به ادعای این شرکت این ضد بدافزار در طول یک هفته بیش از سه بیلیون ایمیل را اسکن نموده‌است.

### Authentium SDK
کیت توسعه نرم‌افزاری (SDK) این شرکت شامل مولفه‌های ضدویروس و دیوار آتش (firewall) بوده و شرکت‌هایی مانند گوگل، مک‌آفی و غیره در سراسر جهان از آن بهره می‌برند.